# 鬼名模
《鬼名模》（英語：Model from Hell）是2000年上映的香港恐怖電影，由招振強執導，任達華、Maggie Q、海俊傑主演。

## 劇情
Anna（Maggie Q飾）在一天下班回家，這時，有一個神祕男子拿刀想她捅去，直到Anna不醒才停手。之後，那名男子想Anna點火，自己也跳了進去火裏。
一天，Anna出現在海邊，兩名好色的人大丹（蔣志光飾）和John（海俊傑飾）搭訕，但Anna並不接受兩人，而是接受一個人的卡片，那張是模特兒公司的卡片，Anna於是上去了模特兒公司，大丹和John為了追求Anna，所以跟了Anna所在的模特兒公司。途中，Anna認識了和自己拍廣告的男主角Leon（任達華飾），從此，兩人開始發展戀情，在船上，兩人想假戯真做，但Anna發現了Leon助手安裝了一個偷拍鏡頭，於是，她帶領大丹和John嚴刑逼供，只要誰說影片不在他們那裏，Anna就會用她的眼來讓她們的頭爆開....

## 角色
| 演員   | 角色  | 粵語配音 | 備註 |
| 任達華 | Leon  | 高翰文   | 廣告的男主角 Anna拍廣告的伙伴，後愛上她 大丹、John之情敵 被下屬彤彤迷戀 最後接到電話要去彤彤的家，並遇見惡魔版的Anna，與其接吻後惡魔版的Anna被真人的Anna殺死，但惡魔版的Anna卻沒死，並慢慢復活 |
| 李美琪 | Anna  |          | 廣告的女主角 模特兒 本人為一隻鬼，經常用自己的眼睛來控制別人 Leon拍廣告的伙伴，後愛上他 被大丹、John迷戀 彤彤之情敵 最後殺死惡魔版的自己，但惡魔版的自己並沒死，並慢慢復活                     |
| 海俊傑 | John  | 葉振聲   | 大丹之好友 Leon之情敵 迷戀Anna，被其用她的眼睛來控制成其的手下 最後打算殺死彤彤，但被警察發現，但還是和大丹一起殺了彤彤並同歸於盡                                                              |
| 蔣志光 | 大丹  | 羅偉傑   | John之好友 Leon之情敵 迷戀Anna，被其用她的眼睛來控制成其的手下 最後打算殺死彤彤，但被警察發現，但還是和John一起殺了彤彤並同歸於盡                                                              |
| 劉淑儀 | 彤彤  |          | Leon之助手，並迷戀其 偷拍Anna和Leon親熱影片的人 最後和John、大丹同歸於盡 |
| 劉少君 | 君哥  | 羅君左   | 模特兒公司老板 介紹Anna進入模特兒公司 |
| 程小龍 | 光sir | 羅偉亮   | 警察 發現阿珍死亡的警察 最後發現John、大丹想殺死彤彤，並目睹三人同歸於盡 |
| 翟佩雲 | 阿珍  | 雷碧娜   | 模特兒公司員工 偷拍Anna和Leon親熱影片的嫌疑人 後被Anna用她的眼睛令自己的頭部爆開而死，死後被光sir發現                                                                                          |

## 外部連結
- 香港影庫上《鬼名模》的資料（繁體中文）
- 豆瓣电影上《鬼名模》的資料 （简体中文）